# Aldea Spatzenkutter
Aldea Spatzenkutter est une localité rurale argentine située dans le département de Diamante et dans la province d'Entre Ríos.

## Histoire
Le village de Spatzenkutter, anciennement appelé Camp Maria, a été officiellement fondé le 21 juillet 1878 par des familles allemandes de la Volga. Le conseil d'administration a été créé par le décret no 955/1984 MGJE du 28 mars 1984. Ses limites de compétence ont été fixées par le décret no 1948/1987 MGJE du 23 avril 1987 et modifié par le décret no 2349/1987 MGJE du 15 mai 1987.

## Démographie
La population du village, c'est-à-dire à l'exclusion de la zone rurale, était de 263 habitants en 1991 et de 275 habitants en 2001.

## Musée allemand de la Volga
Le conseil d'administration d'Aldea Spatzenkutter a fait de l'ouverture d'un musée allemand de la Volga, intitulé Nuestras Raíces Alemanas (Nos racines allemandes), une réalité. Pendant cinq ans, le gouvernement du petit village d'Entre Ríos a collecté des dons auprès des habitants pour construire une exposition qui ramène les visiteurs dans le temps, à la fondation du village.
Le musée allemand de la Volga expose tout, des outils aux vêtements, en passant par les briques et les peintures. Il est installé dans un bâtiment historique, l'ancienne école du village, qui a été inhabité pendant 51 ans. Il est ouvert le dimanche, de midi à 18 heures. Pour une visite spéciale, veuillez contacter la municipalité au 0343-4999107.

## Statut de commune
La réforme de la Constitution de la province d'Entre Ríos entrée en vigueur le 1er novembre 2008 a prévu la création de communes, qui a été réglementée par la loi sur les communes no 10644, adoptée le 28 novembre 2018 et promulguée le 14 décembre 2018. La loi prévoit que tout centre de population stable d'une superficie d'au moins 75 km2 contenant entre 700 et 1 500 habitants constitue une commune de 1re catégorie. La loi sur les communes a été réglementée par le pouvoir exécutif provincial par le biais du décret no 110/2019 du 12 février 2019, qui a déclaré la reconnaissance ad referendum du pouvoir législatif de 34 communes de 1re catégorie à compter du 11 décembre 2019, parmi lesquelles se trouve Aldea Spatzenkutter. La commune est dirigée par un département exécutif et un conseil communal de 8 membres, dont le président est également le président communal. Ses premières autorités ont été élues lors des élections du 9 juin 2019.